# Ulica Królewiecka w Elblągu

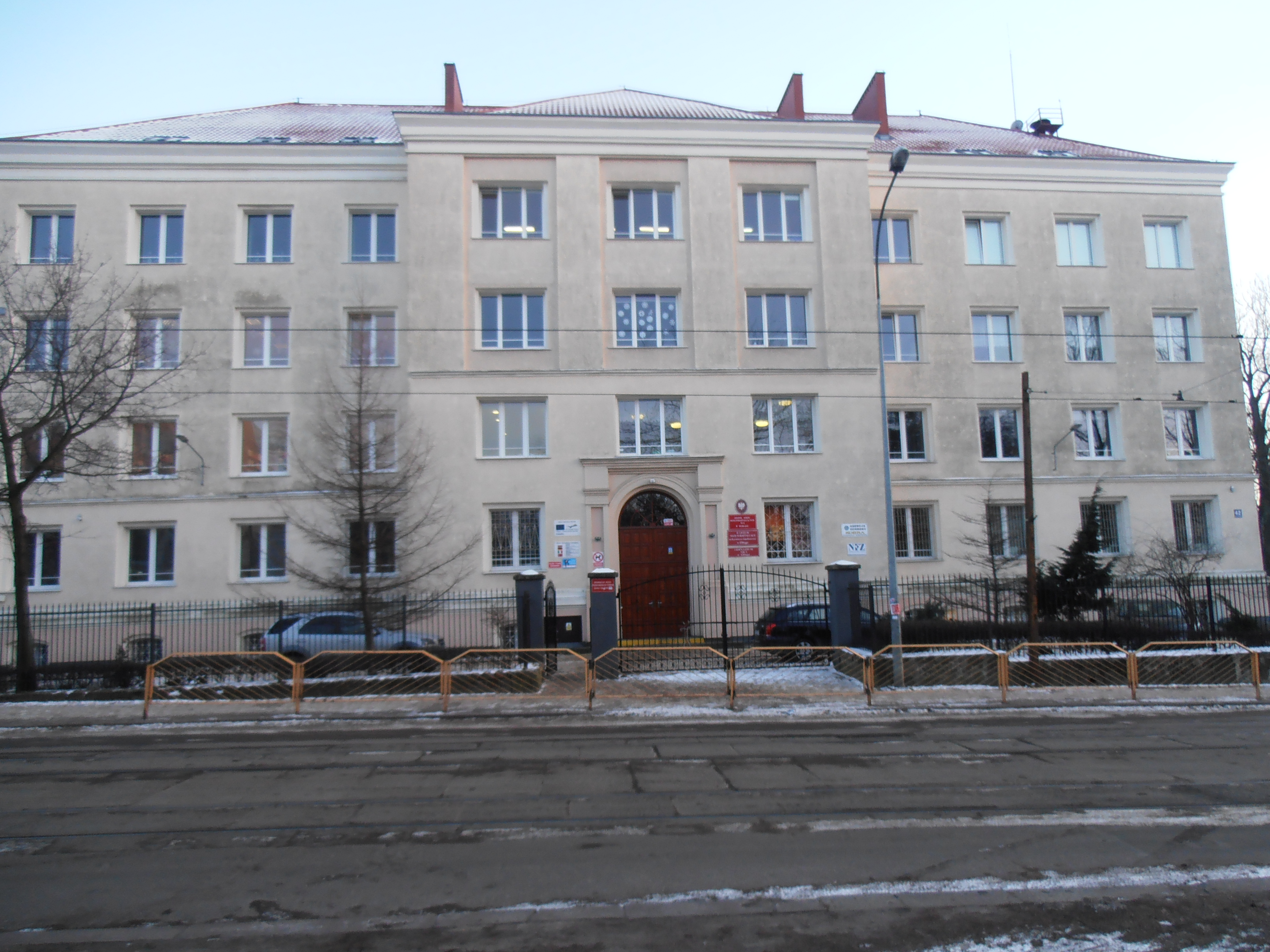
Zespół Szkół Ogólnokształcących nr 2

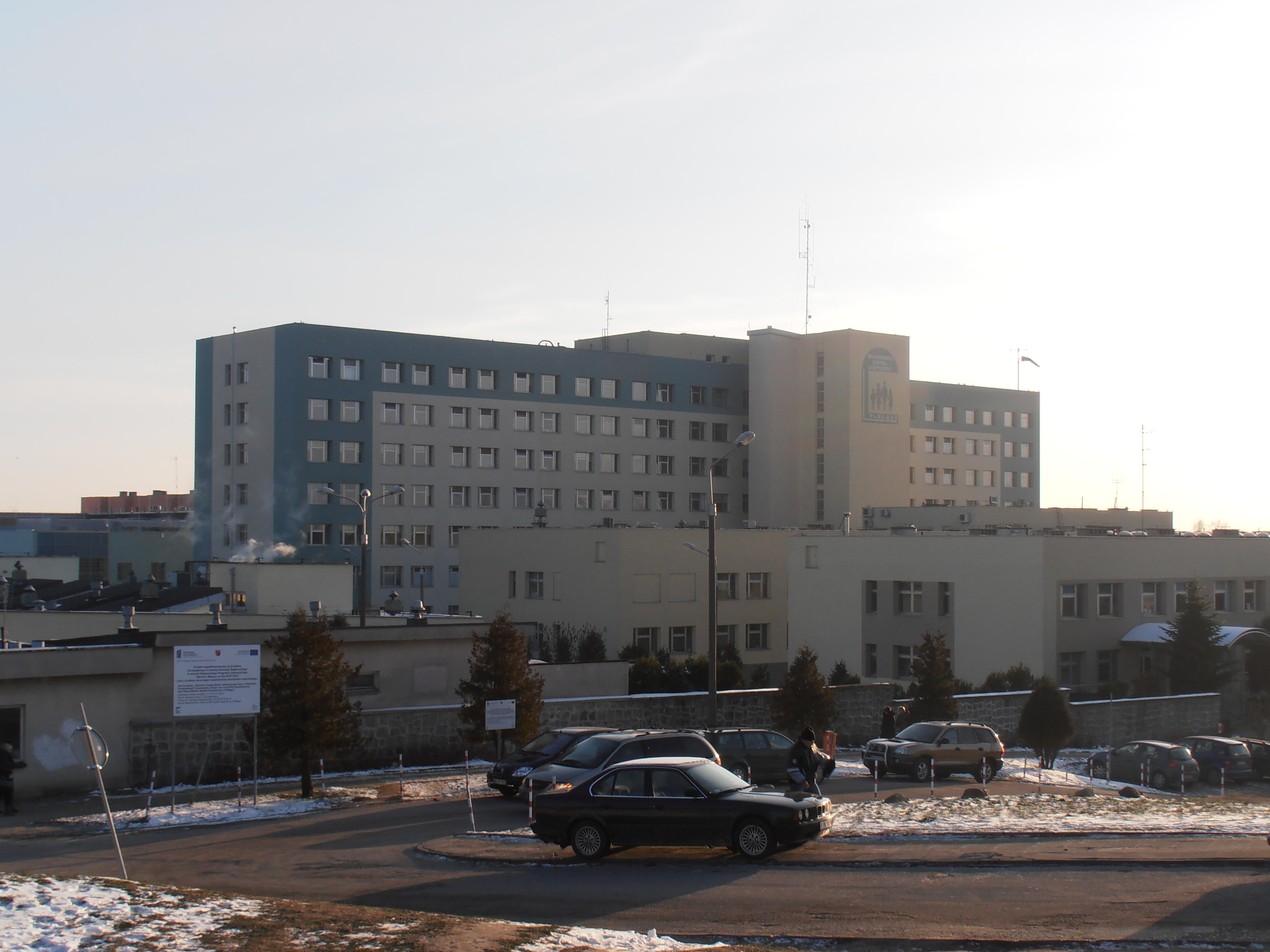
Wojewódzki Szpital Zespolony w Elblągu

Ulica Królewiecka w Elblągu – ulica Elbląga. Jedna z ważniejszych i najdłuższych arterii komunikacyjnych miasta. Jest w większej części (8,5 km, licząc od wsi Piastowo), częścią drogi wojewódzkiej nr 504.
W czasach Polski Ludowej nosiła nazwę Armii Czerwonej.

## Przebieg
Rozpoczyna się przy skrzyżowaniu z ul. Robotniczą. Krzyżuje się z takimi ulicami jak: 12 lutego, płk. Dąbka, Fromborską i bardzo dużą ilością mniejszych uliczek. Kończy się we wsi Piastowo.
Na całej długości ulica jest dwupasmowa. Przy skrzyżowaniu z ul. Dąbka i 12 Lutego jest zamknięta przez ok. 50 m dla ruchu samochodowego.

## Ważniejsze obiekty
- Zespół Szkół Ogólnokształcących nr 2
- Plac Kazimierza Jagiellończyka
- Komenda Miejska Policji
- Jednostka Wojskowa 3751
- Regent College
- Zespół Szkół Gastronomicznych
- Wojewódzki Szpital Zespolony